# Wadamisaki-lijn
De Wadamisaki-lijn  (和田岬線; Wadamisaki-sen) is een zijtak van de JR Kōbe-lijn. De lijn maakt deel uit van het netwerk van openbaar vervoer in de agglomeratie Osaka-Kobe-Kioto en wordt voornamelijk gebruikt door forenzen van de nabijgelegen fabrieken van Mitsubishi Heavy Industries en Mitsubishi Electric. Zo rijdt de trein voornamelijk 's ochtend en 's avonds, in het weekend slechts tweemaal per dag en bij wedstrijden van Vissel Kōbe in het nabijgelegen stadion. De lijn wordt geëxploiteerd door JR West.

## Geschiedenis
De lijn werd in 1890 geopend. De lijn werd in de eerste helft van de twintigste eeuw veelvuldig verlengd, om zo dicht mogelijk bij de uitdijende fabrieken te komen. In 2001 werd de lijn geëlektrificeerd.

## Stations
| Station    | Japans | Verbindingen                      | Wijk     | Stad |
| ---------- | ------ | --------------------------------- | -------- | ---- |
| Hyōgo      | 兵庫   | JR West: JR Kobe-lijn             | Hyōgo-ku | Kōbe |
| Wadamisaki | 和田岬 | Metro van Kōbe: Kaigan-lijn (K06) | Hyōgo-ku | Kōbe |

Shinkansen: Sanyō

Hoofdlijn: Hokuriku · Kansai · Kisei · San'in · Sanyō · Takayama · Tōkaidō

Regionaal: Akō · Bantan · Etsumi-Hoku · Fukuchiyama · Fukuen · Gantoku · Geibi · Hakubi · Hibi · Honshi-Bisan · Inbi · Jōhana · Kabe · Kakogawa · Katamachi · Kibi · Kishin · Kisuki · Kure · Kusatsu · Maizuru · Mine · Nanao · Ohama · Oito · Onoda · Sakai · Sakurai · Sanko · Tsuyama · Ube · Uno · Wakayama · Yamaguchi

Voorstadsnetwerk:  Biwako ·  Gakkentoshi (Katamachi) ·  Hanwa ·  Kansai Airport ·  Kobe ·  Kosei ·  Kioto · Nara · Osaka-ringlijn · Osaka Higashi ·  Sagano ·  Tozai ·  Yamatoji · Yumesaki